# 橋本夏果
橋本夏果（はしもと あやか、1989年8月29日 - ）は、日本の女優である。
神奈川県出身。太田プロダクション所属。フェリス女学院大学卒業。

## 人物
特技は、ヴァイオリン、クラシックバレエ、ジャズダンス、HipHop。
趣味は、絵画、サッカー、日舞、殺陣。

## 出演

### TV
- NHK 木曜時代劇「風の果て」…満江の妹　役
- TBS 「花より男子」
- フジテレビ 金曜プレステージ「花いくさ」
- 日本テレビ 「眠れぬ街のアプリンス」

### 映画
- フレフレ少女

### ラジオ
- FM横浜「小山薫堂」ゲスト

### CM
- 「学校法人立志舎」CMキャラクター、CMソング